# NGC 717
NGC 717 è una galassia lenticolare situata nella costellazione di Andromeda a circa 222 milioni di anni luce dalla Via Lattea. Essa è stata scoperta dall'ingegnere irlandese Bindon Stoney nel 1850.
NGC 717 fa parte dell'ammasso di galassie Abell 262, un sottoinsieme del superammasso di Perseo-Pesci. Le altre galassie NGC di questo ammasso che comprende più di 100 membri sono: NGC 700, NGC 703, NGC 704, NGC 705, NGC 708, NGC 709, NGC 710, NGC 714 e NGC 759.

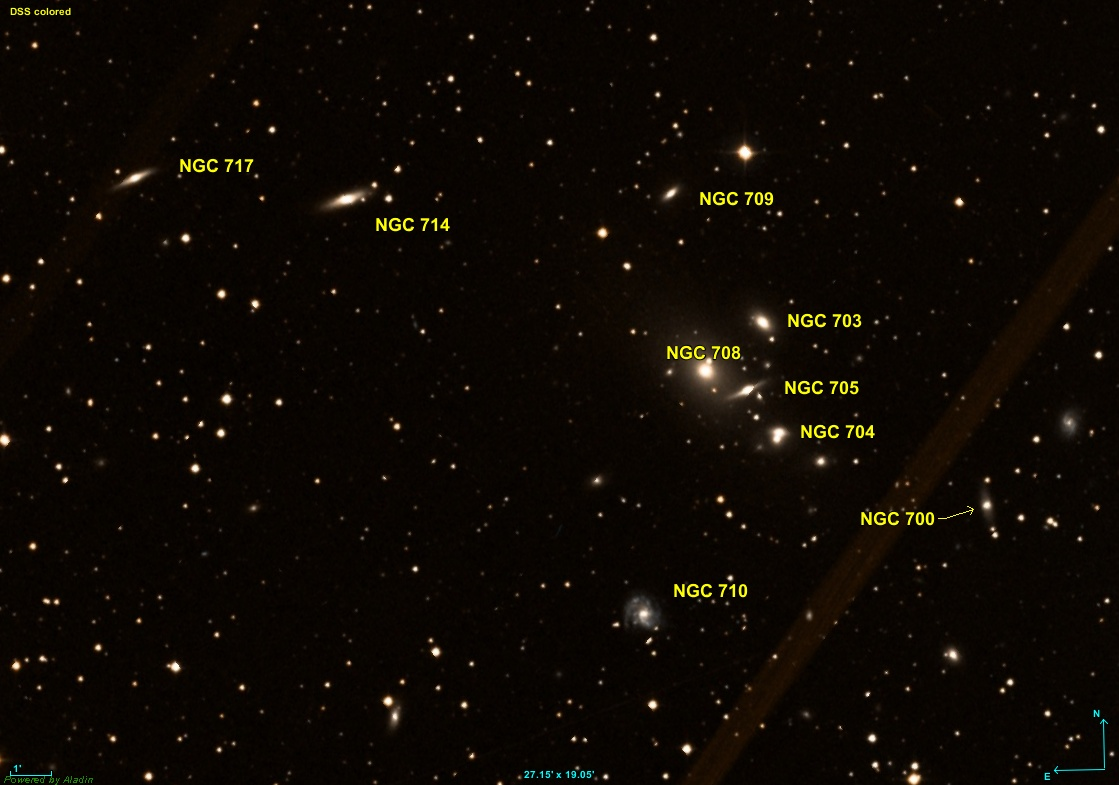
L'amasso galattico Abell 262. NGC 759 è al di fuori nell'immagine, a sinistra.

## Gruppo di NGC 669
NGC 717 fa parte del Gruppo di NGC 669. Questo gruppo comprende più di trenta galassie, di cui 15 sono nel New General Catalogue e 3 nell'Index Catalogue.